# Kailasatemplet
Kailasatemplet eller Kailasanatha, (sanskrit: de saligas boning), indiskt tempel från 800-talet. Templet är ett av de mest berömda av templen i Elloragrottorna, och är uthugget ur berget.
I ett område på 45 gånger 80 meter har man huggit ut ett rikt ornamenterat tempel med försalar, kapell och korridorer. En kvadratisk försal leder in till huvudtemplet, som har sju sidokapell. Själva tempelrummet är 31 meter långt och 17 meter brett. Taket bärs upp av sexton stycken fem meter höga stenpelare, som är ordnade i fyra rader. Dessa pelare förbinds med ur väggen framträdande pilastrar av stenbjälkar, så att rummet delas in i fem skepp. Mittskeppet är högre än sidoskeppen och för in till ett mindre rum, en helgedom, som bevakas av två jättefigurer och innehåller en stor gudabild uthuggen direkt ur klippan.
Templets väggar är täckta av bilder som föreställer den indiska mytologins gudar, och stridsscener ur Ramayana och Mahabharata.

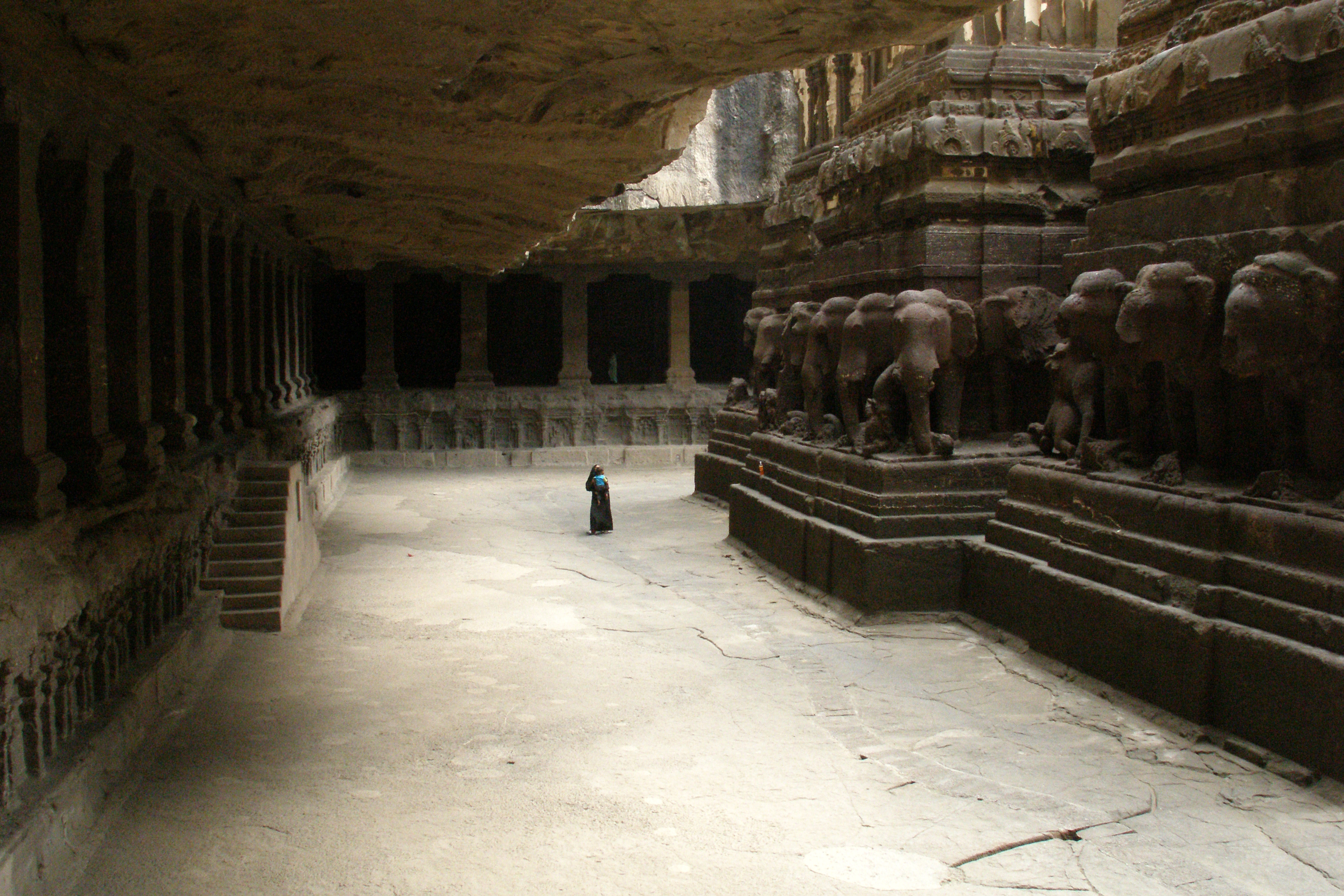
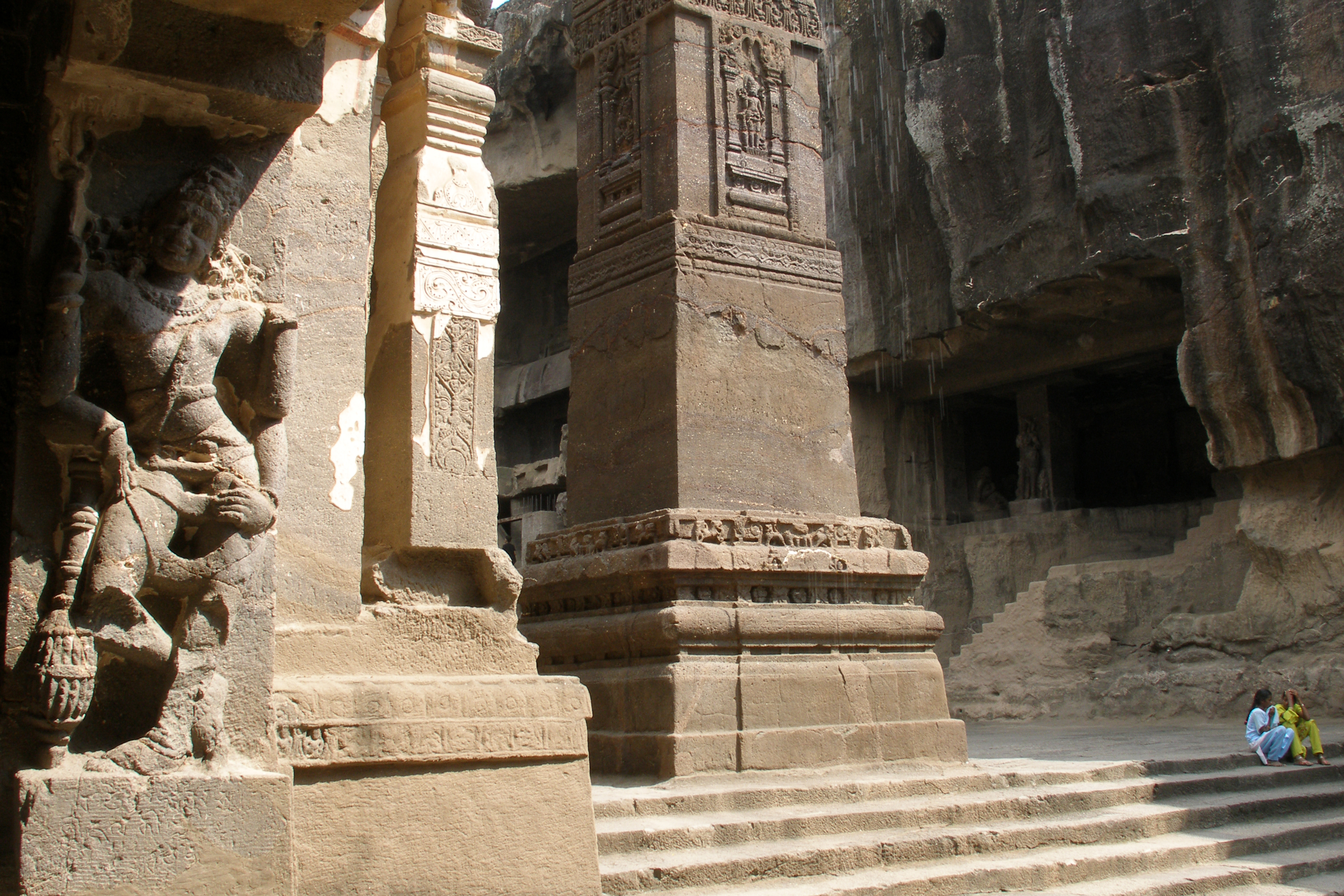
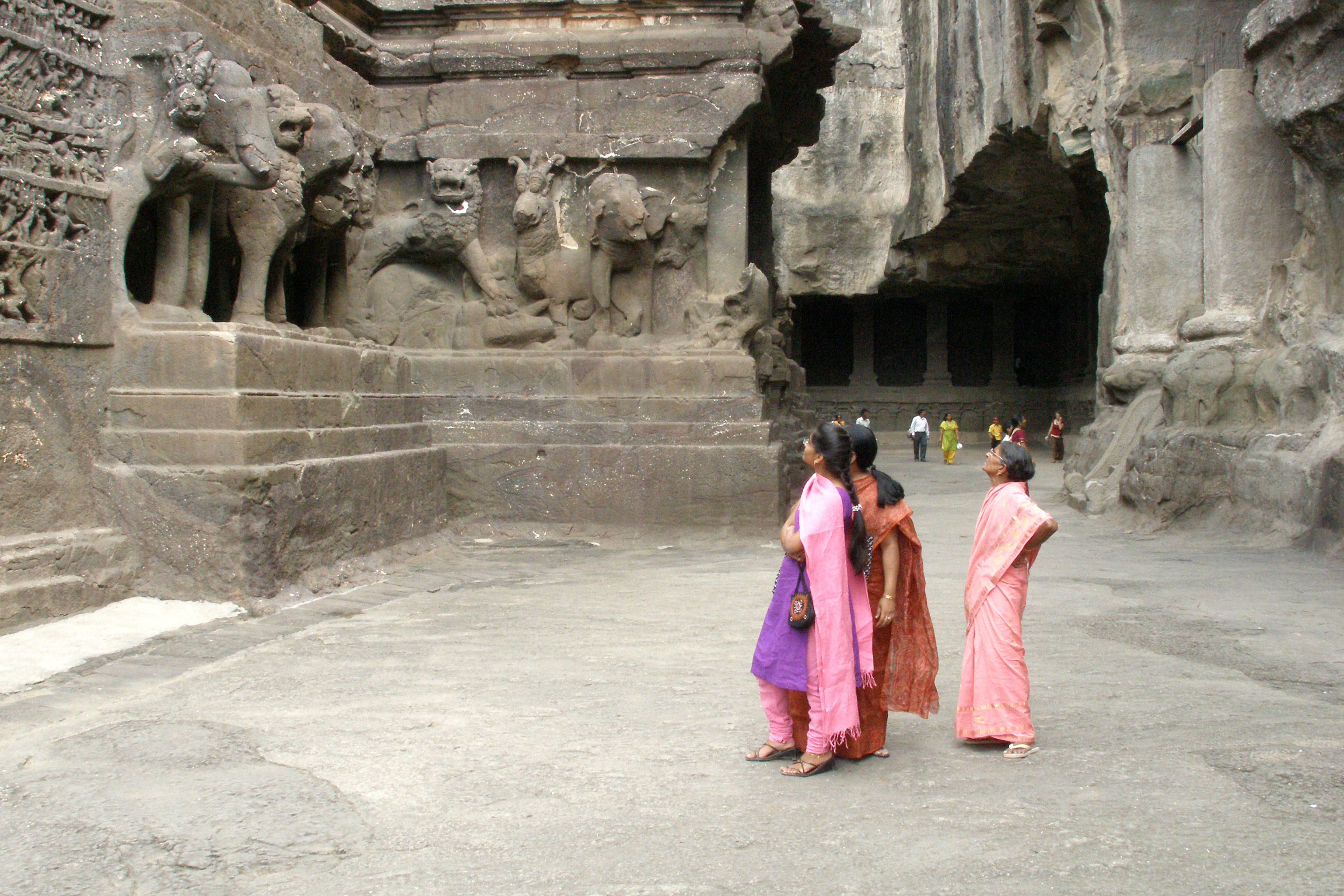